# أولاف كنودسن
أولاف كنودسن (بالنرويجية البوكمول: Olaf Karstein Knudsen)‏ هو مصارع رياضي نرويجي، ولد في 28 مارس 1911 في هالدن في النرويج، وتوفي في 17 نوفمبر 1966.

## وصلات خارجية
- أولاف كنودسن على موقع أوليمبيديا (الإنجليزية)